# Zentralgefängnis Långholmen

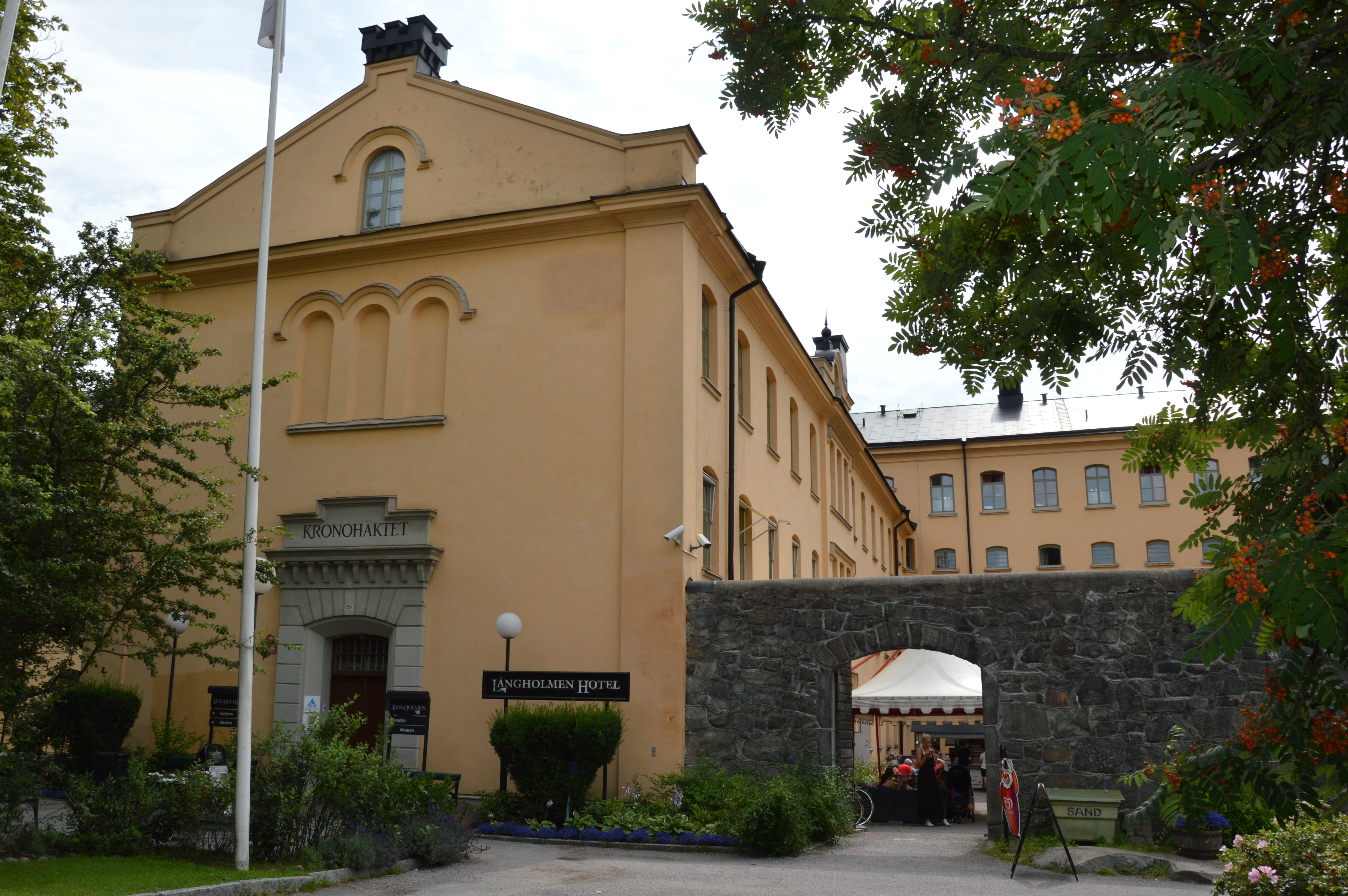
Zentralgefängnis Langholmen

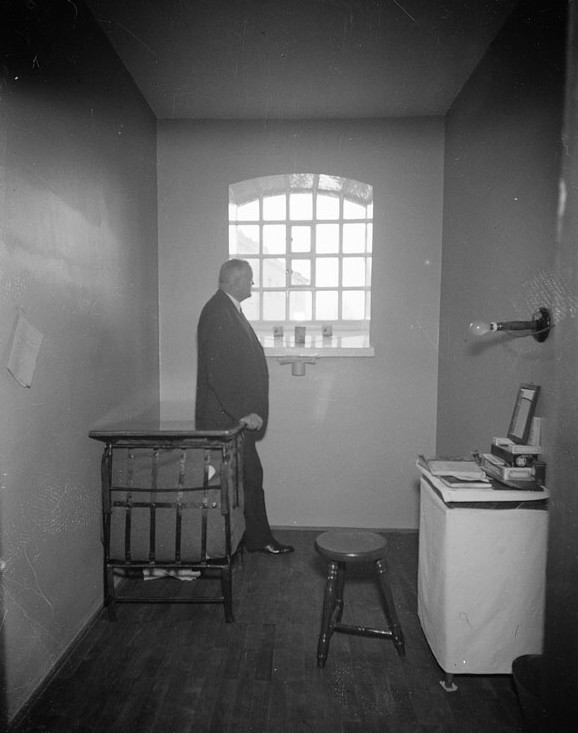
Gefängniszelle im Jahr 1920

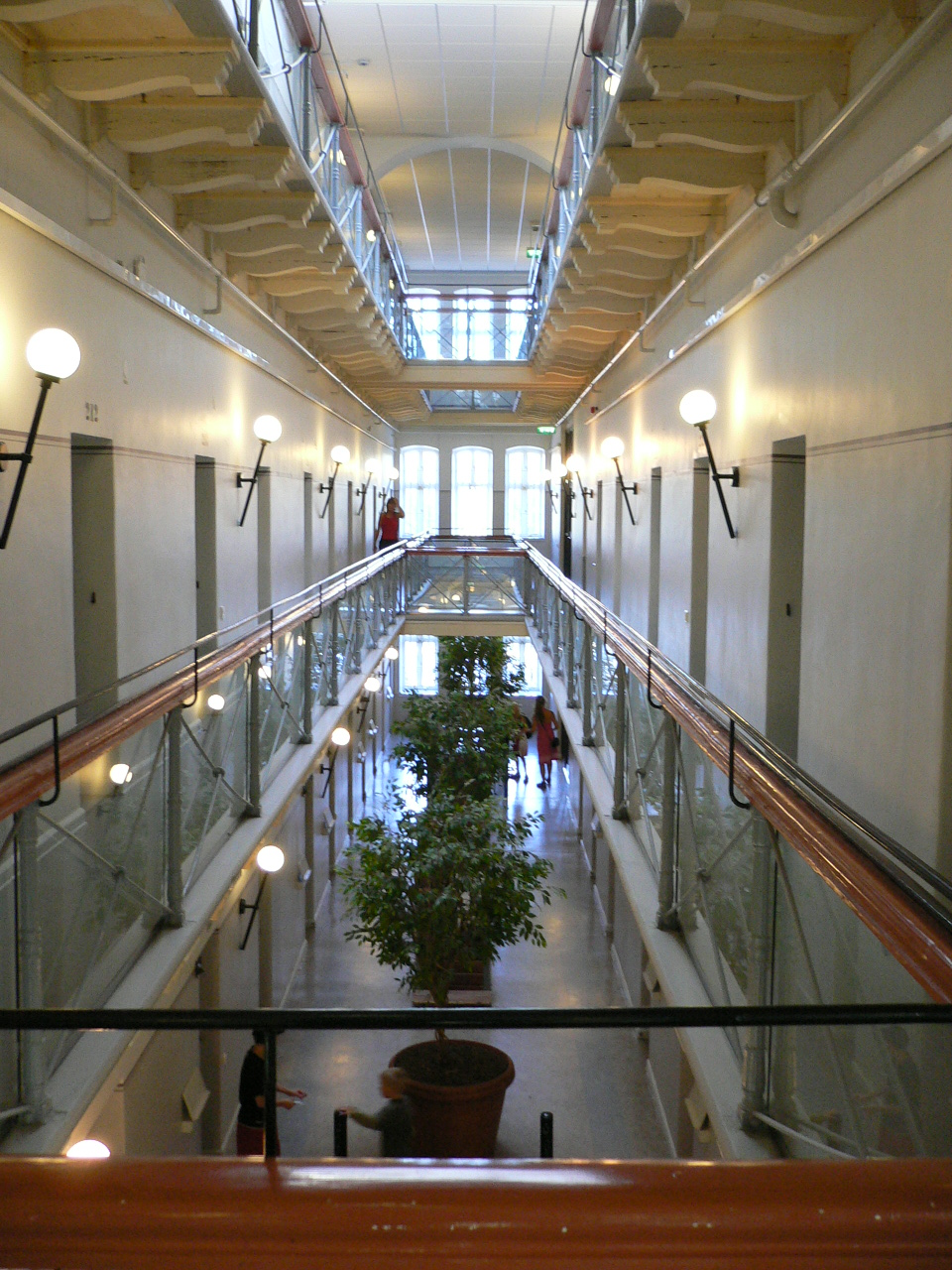
Hotel im Jahr 2006

Das Zentralgefängnis Långholmen (schwedisch: Långholmens centralfängelse) war ein Gefängnis auf der zu Stockholm gehörenden Insel Långholmen in Schweden. Erhaltene Teile des Gefängnisses werden heute als Hotel und Museum genutzt.

## Geschichte
Der Gefängnisbau entstand von 1874 bis 1880 nach Plänen des Architekten Theodor Anckarsvärd. Bereits seit 1724 gab es jedoch auf Långholmen als Gefängnis genutzte Bauten. Die älteste Bausubstanz geht bis auf die 1660er Jahre zurück.
Am 23. November 1910 wurde Alfred Ander als letzter Mensch in Schweden hingerichtet. Henker war Albert Gustaf Dahlman. Eine auf dem Gelände befindliche Gedenktafel erinnert an die Hinrichtung.
Im 20. Jahrhundert waren im Gefängnis bis zu 620 Gefangene untergebracht. Es war damit das größte Gefängnis in Schweden.
Im Jahr 1972 wurde die Nutzung als Gefängnis eingestellt. Die neueren Gefängnisbauten wurden 1982 abgerissen. Es folgten größere Umbauarbeiten. 1989 wurde das heutige Hotel in Betrieb genommen.

## Bekannte Gefangene
- Alfred Ander (1873–1910), schwedischer Gastwirt, 1910 hingerichtet
- Johan Filip Nordlund (1875–1900), schwedischer Massenmörder
- Hannes Sköld (1886–1930), schwedischer Sprachforscher und Politiker
- Zeth Höglund (1884–1956), schwedischer Politiker, war in den Jahren 1916/17 inhaftiert,
- Mohammed Beck Hadjetlaché (1868–1929), tscherkessischer Journalist und Agent, verstarb 1929 im Gefängnis.
- Herbert Wehner (1906–1990), deutscher Politiker
- Arno Behrisch (1913–1989), deutscher Politiker
- Barbro Alving (1909–1987), schwedische Journalistin, Pazifistin und Feministin, war in den 1950er Jahren für einen Monat inhaftiert.
- Lasse Strömstedt (1935–2009), schwedischer Schriftsteller und Schauspieler
- Jan Guillou (* 1944), schwedischer Journalist und Autor, war in den 1970er Jahren wegen des Tatvorwurfs der Spionage inhaftiert.